# セル＝シュル＝ベル
セル＝シュル＝ベル （Celles-sur-Belle）は、フランス、ヌーヴェル＝アキテーヌ地域圏、ドゥー＝セーヴル県のコミューン。

## 地理
ニオールとメルの間に位置している。ペイ・メロワ地方にあり、2009年以降セル＝シュル＝ベルの人口はメルを抜いて地方一多くなっている。しかしセルの中心部の人口は1600人程度と控えめである。
ブトンヌ川の支流ベル川が流れる。
ポワティエとボルドー間をつなぐサンティアゴの巡礼路の1つ、『トゥールの道』途上にある。

## 歴史
言い伝えは、507年にノートル・ダム・ド・セルへの初めての巡礼が行われたことを我々に語ってくれる。この巡礼は、ヴイエの戦いでクロヴィスが西ゴート族を破った後のことだった.。ノートル・ダム・ド・セルは、リムーザンにあるレステール修道院の小修道院だった。1137年頃、ポワティエ司教によって修道院が建てられている。1460年から1477年にかけ、ルイ11世が修道院を再建したが、1568年に新教徒から破壊されてしまった。時には迂回をして、ルイ11世はこの修道院に幾度か巡礼（少なくとも9回）をした。これには復活祭を祝うための1470年4月22日の巡礼が含まれている。1472年10月、特許状により、ルイ11世は弟ギュイエンヌ公の死によっていくつかの新たな特権を授けた。
トスカーヌと呼ばれた建築家フランソワ・ル・デュックが介入するまで、新しい教会は再建されなかった。聖歌隊席に塗られた碑文は、教会の苦境を物語る。« Constructa sub Ludovico XI Destructa ab Hereticis Anno 1568 Anno 1669 restaurata Le Duc dit Toscane »
1972年11月10日の県条令により、1973年1月1日よりモンティニェとヴェリーヌ・スー・セルの2つのコミューンが合併してセル＝シュル＝ベルとなった。

## 人口統計
| 1975年 | 1982年 | 1990年 | 1999年 | 2008年 | 2012年 |
| ------ | ------ | ------ | ------ | ------ | ------ |
| 2898   | 3274   | 3425   | 3478   | 3591   | 3736   |

参照元:1975年から1999年までは複数コミューンに住所登録をする者の重複分を除いたもの。それ以降は当該コミューンの人口統計によるもの。2006年以降INSEE。

## 史跡
- ノートル・ダム・ド・セル王立修道院 - 12世紀。1971年よりコミューンが所有[8]。

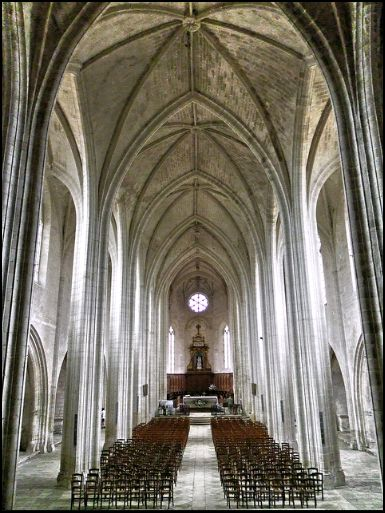
内部
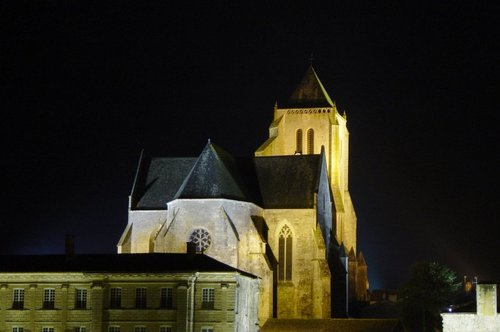
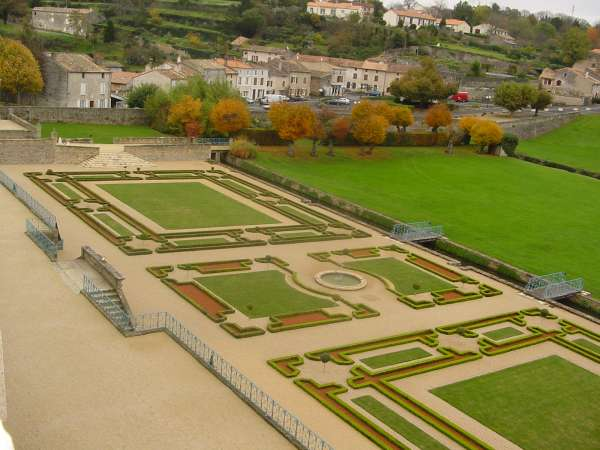
フランス式庭園